# مراکز پژوهشی علوم و مهندسی مواد
مراکز پژوهشی علوم و مهندسی مواد (MRSECs) مراکز تحقیقاتی دانشگاهی هستند که توسط برنامه MRSEC بخش تحقیقات مواد در بنیاد ملی علوم (NSF) پشتیبانی می‌شود. این مراکز از تحقیقات بین رشته‌ای و چند رشته‌ای در زمینه اهمیت اساسی و تکنولوژیکی حمایت می‌کنند و تحقیقات را با آموزش و پرورش ادغام می‌کنند. MRSECها نیاز به کیفیت تحقیق برجسته، وسعت فکری، حمایت از زیرساخت‌های تحقیقاتی و آموزش و پرورش را دارند. MRSECها همکاری‌های فعال بین موسسات علمی، آزمایشگاه‌های ملی و صنعت و همکاری‌های بین‌المللی را تسهیل می‌کنند.

## مقدمه
MRSECها جزء مهمی از پروژهٔ تحقیقاتی مبتنی بر مرکز NSF هستند، اما همچنین اهمیت تاریخی دارند. MRSECs توسط NSF در سال ۱۹۹۴ تأسیس شد، اما ریشه در آزمایشگاه‌های تحقیقات مواد NSF (MRLs) در سال ۱۹۷۲ آغاز شده‌است که به نوبه خود از آزمایشگاه‌های بین رشته‌ای (IDLs) آغاز شده توسط وزارت دفاع در سال ۱۹۶۰ تکمیل شده‌است. این مرکز متقابل انضباطی فعالیت‌های مبتنی بر اساس، تغییرات قابل توجهی در نحوه تحقیق و آموزش مواد در موسسات علمی انجام داده‌است و IDLها / MRLها با کمک رشد سریع در بخش‌های علوم و مهندسی مواد در ایالات متحده در دهه‌های ۱۹۶۰ تا ۱۹۸۰ به حساب می‌آیند. آن‌ها همچنین سهم قابل توجهی را در برنامه ملی مواد تشکیل دادند که از دوران اولیه پس از اسپوتنیک ظهور کردند، که منجر به رشد شدید در آموزش و پرورش علمی و مهندسی مهندسی و توسعه امکانات آزمایشی دانشگاه شد.</ref>
از آنجا که بخش عمده ای از اطلاعات مربوط به MRSEC فعلی در وب سایت‌ها در دسترس است، تنها یک مرور کلی از برنامه فعلی ارائه شده‌است. هدف اصلی این مقاله بررسی جنبه‌های تاریخی MRSECها و اهمیت تأثیر آن‌ها بر تحقیقات و آموزش مواد در ایالات متحده است.

## وضعیت فعلی MRSEC

### خلاصه برنامه
تحقیق انجام شده در MRSECs در گروه تحقیقاتی بین رشته‌ای (IRGs) انجام می‌شود، تیم‌های شش تا دوازده یا بیشتر محققان بر روی یک موضوع پژوهشی فعلی اهمیت ملی کار می‌کنند. MRSECs در اندازه‌های دو تا چهار IRG می‌باشد. مباحث IRGها در یک مرکز ممکن است بر موضوعات مرتبط علمی یا تکنولوژیکی متمرکز شوند یا می‌توانند زمینه‌های متفاوتی از پژوهش را پوشش دهند.
سطوح بودجه برای یک MRSEC معین در حال حاضر حدود ۱٫۵ تا ۳٫۵ میلیون دلار در سال است، بسته به محدوده کل برنامه تحقیقاتی. هر مرکز دارای انعطاف‌پذیری قابل توجهی برای توزیع وجوه خود در مطابقت با پیشنهادی و پیشنهادی پژوهشی و آموزشی خود است. علاوه بر این، مراکز به شدت تشویق می‌شوند که بخش کوچکی از وجوه خود را برای حمایت از پروژه‌های بذر اعمال کنند و به آن‌ها اجازه می‌دهند تا به فرصت‌های جدید تحقیقاتی واگذار شوند.
MRSECs مشارکت با سایر موسسات دانشگاهی، آزمایشگاه‌های ملی و صنعت و همکاری‌های بین‌المللی را فراهم می‌کند. مراکز همچنین دارای امکانات گسترده‌ای برای آزمایش و محاسبات هستند که به‌طور کلی برای کاربران خارجی قابل دسترسی هستند. یک شبکه تسهیل شده به تازگی تأسیس شده دسترسی به طیف وسیعی از ابزارهای تجربی را در شبکه ملی MRSEC هماهنگ کرده‌است.</ref> یک وظیفه کلیدی برای این مراکز آموزش و پرورش یک نیروی کار ماهر است. بزرگترین جزء بودجه این مرکز به حمایت دانشجویان (دانشجویان کارشناسی و فارغ‌التحصیل) و محققان پس از دکتری اختصاص دارد. علاوه بر این، MRSECS از طریق همکاری با موزه‌ها و سایر نهادهای عمومی، فعالیت‌های گسترده‌ای را در زمینه فعالیت‌های آموزشی و تبلیغاتی در ارتباط با K-12 دانش آموزان و آموزش عمومی ایفا می‌کند.

### نتایج مسابقه اخیر
به‌طور کلی، جوایز MRSEC برای شش سال با رقابت‌ها برگزار می‌شود هر سه سال یکبار. مسابقات برای همه مؤسسات دانشگاهی آمریکا باز است و معمولاً فقط یک جایزه در هر مؤسسه به دست می‌آید.
۹ جایزه بر اساس رقابت در سال ۲۰۱۰/۲۰۱۱ برگزار شد و دوازده جایزه بر اساس رقابت ۲۰۱۳/۲۰۱۴ ساخته شد که در مجموع ۲۱ جایزه (ژوئن ۲۰۱۶) از این برنامه پشتیبانی می‌شود.
کلاس 2011 MRSECs:
- دانشگاه کالیفرنیا در سانتا باربارا - آزمایشگاه تحقیقات مواد (۳ سازمان جاسوسی)
- دانشگاه کرنل - مرکز تحقیقات مواد (۳ گروه)
- دانشگاه دوک - مرکز تحقیقات و نوآوری مواد مرجع مثلث: مجموعه نرم‌افزاری مواد نرم (2 IRGs)
- دانشگاه میشیگان - نانومواد فوتونی و چند ضلعی (2 IRGs)
- دانشگاه نورث وسترن - ساختارهای مواد نانوساختار چند منظوره (3 IRGs)
- دانشگاه پنسیلوانیا - آزمایشگاه تحقیق بر ساختار ماده (۴ گروه جاسوسی)
- دانشگاه یوتا - مواد نسل جدید برای پلاسمونیک و Spintronics آلی (2 IRGs)
- دانشگاه ویسکانسین-مدیسون - مواد و اتصالات نانوساختار (4 IRGs)
- دانشگاه ییل - مرکز تحقیقاتی در مورد ساختارها و پدیده‌های نوآورانه (2 IRGs)

کلاس 2014 MRSEcs:
- دانشگاه براندیس - مواد نرم‌افزاری Bioinspired (2 IRGs)
- دانشگاه شیکاگو - مواد مرکز تحقیقات (3 IRGs)
- دانشگاه شیکاگو - مرکز تحقیقات مواد (۳ سازمان جاسوسی)
- دانشگاه کلمبیا - دقت مونتاژ Superstratic و Superatomic جامدات (2 IRGs)
- دانشگاه هاروارد - مرکز تحقیقات مواد (۳ گروه)
- مؤسسه فناوری ماساچوست - مرکز علوم و مهندسی مواد (۳ گروه)
- دانشگاه مینسوتا - مرکز تحقیقات علوم و مهندسی مواد (۳ گروه جاسوسی)
- دانشگاه نبراسکا - پلاریزاسیون و پدیده‌های اسپین در ساختارهای نانوفروسی (2 IRGs)
- دانشگاه نیویورک - مرکز تحقیقات علوم و مهندسی مواد (۲ گروه جاسوسی)
- دانشگاه ایالتی اوهایو - مرکز مواد مغذی (۳ گروه جاسوسی)
- دانشگاه ایالتی پنسیلوانیا - مرکز علوم نانومقیاس (۴ سازمان جاسوسی)
- دانشگاه پرینستون - مرکز پرینستون برای مواد مجتمع (2 IRGs)

## سابقه تاریخی

### وضعیت تحقیق مواد قبل از سال ۱۹۶۰
مطالعه مدرن مواد متشکل از بسیاری از رشته‌های علمی سنتی، از جمله فیزیک، شیمی، مهندسی و به‌طور فزاینده ای علوم زیست‌شناسی و ریاضیات است. تا اواسط قرن بیستم، رشته‌های مختلف به بررسی مواد با متدولوژی‌های متمایز خود پرداختند. همکاری میان رشته‌ای، به ویژه در موسسات علمی، عادی نبود. استثناهای گذشته روشی موفق برای همکاری بود که منجر به تحولات شدید فناوری در طول جنگ جهانی دوم شد، از جمله برنامه‌های نظامی و صلح آمیز تولید انرژی هسته ای.
در اواخر دهه ۱۹۵۰، تحولات مهمی در نحوه شکلگیری دولت فدرال در حمایت از تحقیقات میان رشته‌ای و همکاری در موسسات دانشگاهی مشاهده شد. راه اندازی موفقیت‌آمیز اسپوتنیک فضایی روسیه در ۴ اکتبر ۱۹۵۷ تأثیر زیادی بر نحوه انجام تحقیقات علمی و فناوری در ایالات متحده داشت. در طول یک سال از این تاریخ، دولت فدرال دو سازمان جدید را تأسیس کرد: اداره ملی حمل و نقل هوایی و فضایی (ناسا)، که تعریف اکتشاف فضایی ایالات متحده را برای بقیه قرن و فراتر از آن تعریف کرده و آژانس پروژه‌های تحقیقاتی پیشرفته (ARPA، بعداً DARPA) در وزارت دفاع. ARPA وظیفه گسترش مرزهای فناوری و علم، اغلب با برنامه‌های بالقوه نظامی بود. علاوه بر این، قانون آموزش ملی دفاع ۱۹۵۸ هدف اصلی افزایش تعداد مهندسین، دانشمندان و ریاضیدانان آموزش دیده بود و شامل مقررات برای کمک مالی بود.</ref>
شور و شوق پست Sputnik برای سرمایه‌گذاری بیشتر در تحقیقات علمی به پیشنهاد توصیه‌های گسترده‌تر در مارس ۱۹۵۸ برای هماهنگ‌کردن تحقیقات مواد در ایالات متحده توسط کمیته علمی و مشاوره رئیس‌جمهور آیزنهاور (PSAC) پیشنهاد شد. یک گزارش بعدی تحت عنوان «تقویت علم آمریکا» در دسامبر ۱۹۵۸ به رئیس‌جمهور آیزنهاور ارسال شد. این گزارش به موجب دستورالعمل رئیس‌جمهور آیزنهاور در تاریخ ۱۳ مارس ۱۹۵۹ به تشکیل شورای فدرال برای علم و فناوری منجر شد. یکی از اقدامات اولیه این شورا، ایجاد «کمیته هماهنگی تحقیق و توسعه مواد» (CCMRD) بود که توسط John W. Williams، مدیر تحقیق کمیسیون انرژی اتمی (AEC)، رهبری شد. نتیجه نهایی ایجاد سه آزمایشگاه بین رشته‌ای دانشگاهی (IDLs) در اواسط سال ۱۹۶۰ تحت نظارت ARPA بود.
ایده یک آزمایشگاه بین رشته‌ای در علوم جامد و علوم مواد در حال حاضر در تنظیمات آزمایشگاهی صنعتی (مانند آزمایشگاه‌های بل و دیگران) بسیار موفق بوده‌است، به عنوان مثال برای توسعه ترانزیستور و لیزر منجر شده‌است. تأسیس چنین آزمایشگاهی در یک محیط دانشگاهی به‌طور طبیعی از مطالعات دوران پس از اسپوتنیک برای یک نیروی کار بزرگ و با شدت آموزش دیده به وجود آمده‌است. دانشگاه‌های آمریکایی در موقعیت ایده‌آل قرار گرفتند تا فرصتی برای ترکیب مأموریت‌های آموزشی خود با توسعه برنامه‌ریزی شده تسهیلات پیشرفته ای از پیشرفته‌ترین و پیشرفته تر فراهم کنند.

### آزمایشگاه‌های بین رشته‌ای (IDLs(1960-1972
ایجاد ۱۱ آزمایشگاه بین رشته‌ای در دانشگاه کورنل، دانشگاه پنسیلوانیا و دانشگاه Northwestern، توسط ARPA در ۱۱ ژوئیه ۱۹۶۰ به‌طور رسمی اعلام شد. این قراردادها مستلزم این بود که این دانشگاه‌ها "یک برنامه پژوهشی مواد بین رشته‌ای را ایجاد کنند و باید لازم پرسنل و امکانات تحقیق در علم مواد … "در سال بعد (۱۹۶۱) هشت IDL اضافی ایجاد شد:
دانشگاه براون، دانشگاه شیکاگو، هاروارد، دانشگاه مریلند، مؤسسه فناوری ماساچوست، دانشگاه کارولینای شمالی، دانشگاه پردو و دانشگاه استنفورد.
IDL 12 در سال ۱۹۶۲ در دانشگاه ایلینوی اضافه شد که توسط کمیسیون انرژی اتمی (AEC) اداره شد. در نتیجه، سه قرارداد AEC و دو قرارداد از طریق ناسا وجود داشت. نقش AEC در ایجاد یک جامعه پژوهشی قوی مواد از زمان ظهور رآکتورهای هسته ای و اهمیت مواد در هزینه‌های رآکتور، بازده و ایمنی شناخته شده‌است. در سال ۱۹۵۵ جان فون نویمان، ریاضیدان مشهور و مشارکت کننده در پروژه منهتن، در نقش او به عنوان کمیسیون AEC و عضو کمیته مشورتی عمومی AEC، به شدت از یک مؤسسه متمرکز بر مواد در محیط دانشگاهی حمایت کرد. .</ref>
تأثیر IDLها بر آموزش دانشجویان قابل توجه بود. تا سال ۱۹۶۹ بیش از ۳۶۰ مدرک دکتری جدید اعطا شد. گزارش آکادمی ملی علوم به این نتیجه رسید که این برنامه‌های مبتنی بر مرکز، در تعریف «علوم و مهندسی مواد» به عنوان یک فعالیت بین رشته‌ای جدیدی که از طریق افزایش سریع بخش‌های علوم مواد بین سال‌های ۱۹۶۰ و ۱۹۷۰ و فراتر از آن اثرگذار بود، نقش مهمی داشت. علاوه بر این، برای ساختن زیرساخت‌های جدید این مراکز برتری، منجر به آموزش دانشمندان مواد، بلکه فیزیکدانان، شیمیدانان، مهندسان و متخصصین دیگر شد. .</ref></ref>
مطالعهٔ آکادمی ملی نشان داد که هرچند IDLها موفق بودهاند، اما برای رشد همکاری میان رشته‌ای میان اعضای هیئت علمی از ادارات مختلف دانشگاه وجود دارد. با این حال، تصدیق شد که بودجه واحد مشترک و استفاده مشترک از امکانات تجربی مشترک توسط دانش آموزان و اعضای هیئت علمی از بخش‌های مختلف، دانه‌هایی برای افزایش بین رشته‌ای در تحقیقات مواد را کاشت.</ref></ref>

### آزمایشگاه‌های تحقیقاتی مواد (MRLs(1972-1994
در اواخر سال ۱۹۶۹، اصلاحیه قانون مجوز نظامی، که توسط سناتور مایک منصفیلد حمایت شد، محدودیت‌های مربوط به تحقیقات پایه بلند مدت توسط سازمان‌های وزارت دفاع، از جمله ARPA / DARPA را محدود کرد. (ARPA در سال ۱۹۷۲ به DARPA تغییر یافت). در نتیجه، در سال ۱۹۷۰ تصمیم به انتقال IDLها به بنیاد ملی علوم صورت گرفت. نوع بلوک نوع IDL برای تحقیق و تحقیق چند رشته‌ای و امکانات مشترک به معنی خروج متمایز از روش مالی NSF در آن زمان است که حمایت از کمک‌های مکرر کوچک و تنها محقق در یک رشته خاص است. پس از یک بررسی عمیق توسط NSF از برنامه IDL، انتقال از 12 IDL موجود در آن به NSF توصیه شد. با این حال، انتقال با چند مقدمات مهم بحرانی صورت گرفت. این موارد عبارتند از:</ref>
"آزمایشگاه‌ها، که اکنون" آزمایشگاه‌های تحقیقاتی مواد "نامگذاری شده‌اند، منابع مالی بلوک (یاً هسته ای ") محلی را به منظور تسهیل تحقیق در علوم و مهندسی مواد حفظ می‌کنند که برای تأمین مالی سنتی تحقیقات فردی یا غیرممکن است. " مهمتر از همه، جزء جدیدی که توسط NSF اضافه شد این بود که "برتری علمی به عنوان یک شرط لازم، اما دیگر کافی برای واجد شرایط برای پشتیبانی اصلی MRL است." علاوه بر این، MRLها از طریق توانایی آن‌ها برای پرورش پروژه‌های یکپارچه، چند رشته‌ای و چند تحقیق که نیاز به تخصص دو یا بیشتر رشته‌های مرتبط با مواد را دارند محقق خواهد شد. " این گروه‌های به اصطلاح محوری، قلب بودجه فعلی هسته در MRL هستند؛ در بهترین حالت آنها تحولی در نحوه تحقیق مواد در دانشگاه‌ها و پیشرفت‌های تحصیلات تکمیلی به دست آمده‌است. "
پذیرش NSF از آزمایشگاه مواد جدید در سال ۱۹۷۲ منجر به ایجاد بخش تحقیقات مواد (DMR) شد. نمونه اولیه آن شامل برنامه MRL و همچنین برنامه‌های تحقیقاتی فردی بود که از علم مواد متناسب با سایر قسمت‌های NSF گرفته شده بودند. در ابتدا، برنامه MRL حدود ۴۰ درصد بودجه DMR را تشکیل داد. تا سال ۱۹۸۵، با رشد محققان فردی و گروه‌های کوچک، برنامه MRL در حدود ۲۰ درصد کل بودجه DMR بود.
بین سال‌های ۱۹۷۲ و ۱۹۸۵، تعدادی از MRLهای اضافی افزوده شد و تعدادی از مراکز موجود حذف شدند. جدول زیر این اطلاعات را خلاصه می‌کند:
جدول ۱ آزمایشگاه‌های بین رشته‌ای (IDLs) و آزمایشگاه‌های تحقیقاتی مواد (MRLs) 1960-1996. آزمایشگاه‌ها به عنوان IDL بین سال‌های ۱۹۶۰ و ۱۹۷۲ و MRLs در سال ۱۹۷۲ شروع شدند. آزمایشگاه‌ها در سال ۱۹۹۴ و ۱۹۹۶ متوقف شدند و به ترتیب در سال‌های ۱۹۹۴ و ۱۹۹۶ رقابت با موسسات دیگر برای مراکز تحقیقاتی علوم و مهندسی مواد (MRSECs) داشتند.
| موسسه                     | سال تأسیس  | سال خاتمه |
| ------------------------- | ---------- | --------- |
| کرنل                      | ۱۹۶۰       | ۱۹۹۴      |
| Pennsylvania              | ۱۹۶۰       | ۱۹۹۶      |
| شمال غربی ایالات متحده    | ۱۹۶۰       | ۱۹۹۶      |
| brown                     | ۱۹۶۱       | ۱۹۸۸      |
| شیکاگو                    | ۱۹۶۱       | ۱۹۹۴      |
| دانشگاه هاروارد           | ۱۹۶۱       | ۱۹۹۴      |
| Maryland                  | ۱۹۶۱       | ۱۹۷۷      |
| مؤسسه فناوریmass          | ۱۹۶۱       | ۱۹۹۴      |
| North Carolina            | ۱۹۶۱       | ۱۹۷۸      |
| Purdue                    | ۱۹۶۱       | ۱۹۸۷      |
| دانشگاه استنفورد          | ۱۹۶۱       | ۱۹۹۴      |
| Illinois Urbana-Chanpaign | 1962 (AEC) | ۱۹۹۴      |
| Carnegie Mellon U         | ۱۹۷۳       | ۱۹۸۷      |
| U. Mass. Amherst          | ۱۹۷۳       | ۱۹۹۴      |
| ایالتی پنسیلوانیا         | ۱۹۷۴       | ۱۹۸۷      |
| Case Western U            | ۱۹۷۴       | ۱۹۸۷      |
| Ohio State U              | ۱۹۸۲       | ۱۹۸۷      |
| UC Santa Barbara          | ۱۹۹۲       | ۱۹۹۶      |

دستاوردهای فنی MRL قابل توجه هستند و در تعدادی از مطالعات مشخص شده‌است. یکی دیگر از تأثیرات مهم تغییرات فرهنگی در دانشگاه‌های ایالات متحده در مورد نحوه انجام تحقیقات در مرزهای اداری سنتی بوده‌است. این روند توسط IDL آغاز شده‌است، اما با توجه به دستورالعمل‌های جدید NSF در مورد الزامات بین رشته‌ای، برنامه MRL قوی تر شده‌است. نسل جدیدی از دانش آموزان در یک محیط بسیار متشکل و بین رشته‌ای آموزش می‌بینند و تجارب برنامه‌های IDL / MRL در زمینه مواد و علوم مواد چگال می‌تواند زمینه اثبات دیگر تلاش‌های متمرکز در طیف وسیعی از زمینه‌ها باشد.

### تأثیر IDLها / MRLها در دیگر مراکز NSF
در اواسط دهه ۱۹۸۰، همگرائی از تعدادی از روند مطلوب برای موسسات فعالیت‌های مرکز مبتنی بر NSF در طیف وسیعی از زمینه‌های مختلف دیده شد. علاقه شدید به سرمایه‌گذاری‌های دولتی در علوم پایه ای بود که می‌توانست با استفاده از منابع مالی از صنعت و سایر منابع توانمند شود. علاوه بر این، نقش تیم‌های چند رشته‌ای در انجام تحقیق و آموزش دانشجویان به‌طور گسترده‌ای قدردانی شد.</ref> اولین ابتکار جدید مبتنی بر مراکز در NSF، ایجاد مراکز تحقیقات مهندسی (ERCs) در سال ۱۹۸۵ بود. گرچه نقش سابق ۲۵ ساله در مورد تأمین مواد آزمایشگاهی در آماده کردن دانشگاه‌ها برای قبول نقش گسترده‌تر در انجام پژوهش‌های بین رشته‌ای برای ایجاد انواع جدید مراکز مهم بود، این ارتباط تاریخی به‌طور گسترده‌ای مورد قدردانی قرار نگرفت. هر دو NSF و دفتر سیاست‌های فناوری علمی، ایجاد ERCها را به عنوان مهم‌ترین ابتکار جدید در سال ۱۹۸۵ برای استفاده از وجوه NSF مشاهده کردند. شرح زیر از اعلام برنامه ERC در سال ۱۹۸۵ روشن است:
"جورج A. Keyworth II، مشاور ریاضی ریگان و مدیر دفتر سیاست‌های فناوری علم، اشاره به ایجاد ERC توسط بنیاد ملی علوم به عنوان: تنها مهم‌ترین چیزی است که ما به عنوان یک دولت در افزایش کارایی و کارایی دلار و R & D فدرال. وی گفت که این مراکز به نیازهای شناخته شده در زمینه علوم مختلف و علم و فناوری پاسخ می‌دهند: «ادامه دادن به مرزها در این زمینه‌ها به دلیل پیچیدگی تیم‌های چند رشته‌ای برای کار بر روی مشکلات محدود شده‌است. دانشگاه‌های ما، قابل توجیه و قابل درک بودن، ساختار یافته‌اند به دنبال تحقیقات انضباطی از سوی دیگر، ما به طور فزاینده ای خود را به عنوان یک کشور مقابله با حل مسائل که راه حل‌های مبتنی بر تکنولوژی را در بر می‌گیرند پیدا می‌کنیم. ما باید جوانان ما را به یک محیط حل مسئله تبدیل کنیم … این مراکز - به جای مراجعه به مراکز علمی و فناوری - مکانی چند رشته‌ای هستند که از طریق آن شیمیدانان، فیزیکدانان، متخصصان نوروبیولوژی، مهندسین و غیره می‌توانند با یکدیگر همکاری کنند و مشکلاتی را حل کنند که در عین حال دشوار است. "</ref></ref>
ویلیام اوج بیکر (Mark William O. Baker) اشاره کرد که نظرات فوق در مورد پتانسیل اقتصادی ERCها تقریباً همانند کسانی است که IDLهای اولیه را در اوایل دهه ۱۹۶۰ توصیف می‌کنند. بیکر نتیجه می‌گیرد که «در حقیقت طراحیش را پیدا کرده‌است تا چنین توافق کنونی را درمورد این مفهوم پیدا کند که بخش بزرگی از بهترین استعدادهای آکادمیک را به خود اختصاص داده‌است.»
اولین شش جایزه ERC در سال ۱۹۸۵ ساخته شد. این جوایز به‌طور کلی برای پنج سال به طول می‌انجامید و یک سال دیگر تمدید ۵ ساله برای کل بودجه ۱۰ ساله. در همان سال، NSF جوایز پنج ساله را برای پنج مرکز ابرکامپیوتر ساخت و برنامه‌هایی برای توسعه یک برنامه برای مراکز علمی و فناوری (STC) ایجاد کرد که در نهایت تمام قسمت‌های برنامه‌های NSF را لمس کرد. اولین 11 STC در سال ۱۹۸۸ تأسیس شد. ۱۳ مرکز که متعلق به کلاس 2013 STC هستند، طیف گسترده‌ای از موضوعات را شامل مطالعات مغز و هوش و مدل‌سازی فرایندهای اتمسفر به مطالعه مواد کوانتومی می‌کنند.</ref>
با توجه به نگرانی‌های مربوط به تأثیرات بر تأمین مالی مرکز در مراسم تحلیف فردی، هیئت علمی ملی نیازمند دریافت جوایز مرکز نمی‌باشد. از زمان تأسیس ERCها و STCها تعداد زیادی از مراکز دیگر در همه رشته‌های اصلی NSF ایجاد شده‌است و در حال حاضر یک عنصر ضروری از نمونه‌های تأمین مالی NSF را تشکیل می‌دهند.

### تأسیس MRSECs)1994-1996)
همان‌طور که در جدول ۱ دیده می‌شود، اکثریت MRLها بین سال‌های ۱۹۷۲ تا ۱۹۸۴ با تنها چند مورد بعد آغاز شده‌است. رقابت MRL سال ۱۹۹۲ منجر به شروع یک مرکز جدید شد: MRL در دانشگاه سانتا باربارا کالیفرنیا. فقدان جوایز جدید، همراه با الزام مجدد رقابت انجمن علمی ملی، یک انگیزه برای توسعه برنامه‌های علوم و مهندسی مواد تحقیقاتی NSF (MRSEC) را فراهم کرد. قبلاً، MRLs، زمانی که بودجه می‌شد، می‌توانست بدون نیاز به رقابت در برابر سایر کاندیداهای مرکز، به‌طور مداوم پشتیبانی شود. برنامه MRSEC محدودیت جوایز را به یک دوره زمانی مشخص، در حال حاضر شش سال است. پشتیبانی اضافی امکان‌پذیر است، اما تنها بر اساس یک پیشنهاد جدید که در سطح ملی در برابر سایر متقاضیان رقابت می‌کند.
انتقال از MRL به برنامه MRSEC به وسیله دو مسابقه در سال ۱۹۹۳/۴ و ۱۹۹۵/۹۶ به وقوع پیوست. این مسابقات به تمام موسسات دانشگاهی ایالات متحده، از جمله کسانی که با جوایز MRL در حال حاضر حضور داشتند، باز بودند. موسسات با جوایزی که تحت برنامه تحقیقاتی مواد (MRG)، که در NSF در سال ۱۹۸۴ آغاز شده بود، واجد شرایط شرکت در رقابت بودند. تمام جوایز MRL و MRG پس از ۱۹۹۶ متوقف شد. در مجموع، 10 MRL و 17 MRG در مسابقات سال‌های ۱۹۹۴–۱۹۹۶ شرکت کردند. همان‌طور که در جدول ۲ دیده می‌شود، نه از MRLها در انتقال به MRSEC موفق بوده‌اند و شش جایزه MRSEC به مؤسسات با جوایز MRG قبلی رفته‌اند. مهمتر از همه، جوایز MRSEC جدید به شش مؤسسه که هرگز هیچ مرکز اصلی NSF یا گروه بزرگ پشتیبانی در تحقیقات مواد.
جدول ۲ مراکز تحقیقاتی علوم و مهندسی مواد پس از مسابقات باز در سال‌های ۱۹۹۴ و ۱۹۹۶ تأسیس شدند. این موسسات با آزمایشگاه‌های تحقیقاتی مواد (MRL) یا گروه‌های تحقیق مواد (MRGs) در سال‌های ۱۹۹۴ یا ۱۹۹۶ مشخص شده‌اند، در حالی که "جدید" جایزه MRL یا MRG فعلی ندارند. برنامه‌های MRL و MRG پس از ۱۹۹۶ متوقف شد.
| موسسه                               | سال شروع | جایزه پیشین |
| ----------------------------------- | -------- | ----------- |
| U. Alabama                          | ۱۹۹۴     | جدید        |
| U. California San Diego             | ۱۹۹۴     | MRG         |
| U. Chicago                          | ۱۹۹۴     | مرکز        |
| Harvard U.                          | ۱۹۹۴     | مرکز        |
| U. Mass. Amherst                    | ۱۹۹۴     | مرکز        |
| Mass. Institute of Technology       | ۱۹۹۴     | مرکز        |
| Michigan State U.                   | ۱۹۹۴     | جدید        |
| Purdue U.                           | ۱۹۹۴     | جدید        |
| Princeton U.                        | ۱۹۹۴     | 2 MRGs      |
| Stanford U.                         | ۱۹۹۴     | مرکز        |
| Stanford U/U Cal Davis /IBM Almaden | ۱۹۹۴     | جدید        |
| Arizona State, U.                   | ۱۹۹۶     | MRG         |
| Brown U.                            | ۱۹۹۶     | MRG         |
| U.Cal. Santa Barbara                | ۱۹۹۶     | مرکز        |
| Carnegie Mellon U.                  | ۱۹۹۶     | جدید        |
| Cornell U.                          | ۱۹۹۶     | مرکز        |
| U. of Houston                       | ۱۹۹۶     | جدید        |
| Johns Hopkins U.                    | ۱۹۹۶     | جدید        |
| U. of Maryland                      | ۱۹۹۶     | MRG         |
| Northwestern U.                     | ۱۹۹۶     | مرکز        |
| U. of Pennsylvania                  | ۱۹۹۶     | مرکز        |
| SUNY Stony Brook (Polymers)         | ۱۹۹۶     | جدید        |
| SUNY Stony Brook (Thermal Spray)    | ۱۹۹۶     | جدید        |
| U. Wisconsin                        | ۱۹۹۶     | 2 MRGs      |

مسابقات بعدی MRSEC هر دو سال (با یک دوره چهار ساله جایزه) برگزار می‌شود و هر سه سال از سال ۲۰۰۲ شروع می‌شود (با یک دوره شش ساله). رقابت آزاد مورد نیاز برای هر مرکزی که مایل به حمایت بیشتر از دوره شش ساله اولیه است، مطابق با الزامات مجدد رقابت است که توسط هیئت علمی ملی تعیین شده‌است.

## آکادمی ملی مطالعه برنامه MRSEC)2007)
یک ارزیابی از MRSEC برنامه منتشر شده توسط آکادمی ملی علوم در سال 2007. خلاصه اجرایی به‌طور خلاصه تأثیر برنامه:
«MRSEC جوایز ادامه به در خواست بزرگ. رقابت شدید برای آنها در جامعه نشان می‌دهد قوی ارزش درک شده‌است.»</ref>
گزارش لیست تعدادی از زمینه‌های کلیدی که در آن MRSEC برنامه تأثیرگذار است از جمله ارائه منابع و محیط زیست که پرورش:</ref>
- رشته‌های مختلف علمی؛
- میان رشته‌ای آموزش برای آینده علمی و فنی نیروی کار؛
- پاسخ سریع به ایده‌های جدید از جمله پشتیبانی از بالاتر ریسک پروژه از ممکن است با تک محقق کمک‌های مالی؛
- افزایش نهادی محلی و/یا حمایت از دولت برای تحقیقات مواد؛
- جاذبه با کیفیت بالا آموزان و دانشکده؛
- توسعه زیرساخت‌های مفید برای سازماندهی و مدیریت تجربی و محاسباتی و امکانات آموزشی و صنعتی توسعه.

در میان توصیه‌های این گزارش در حال افزایش در اندازه گرانت از مراکز که اجازه می‌دهد منابع کافی برای آموزش و پرورش و توسعه، در حالی که اطمینان حاصل کرد که برای حمایت از فعالیت‌های پژوهشی است به خطر بیفتدنیست. اخیر MRSEC مسابقات را در پاسخ به توصیه‌های افزایش جایزه اندازه‌های ویژه نیاز است که هر یک جایزه جدید پشتیبانی خواهد کرد و حداقل دو میان رشته‌ای، گروه‌های تحقیقاتی (IRGs). علاوه بر این NAS مطالعه توصیه می‌کند تقویت تعاونی جنبه‌های MRSECs و ادامه پیشرفت‌های ساخته شده در گذشته نسبت به ساخت یک ملی همکاری شبکه ای از مراکز. در این گزارش آمده‌است که چنین شبکه ای یک بار به‌طور کامل برقرار خواهد «تقویت علم مواد و مهندسی در ایالات متحده به عنوان یک نظم و انضباط و به عنوان یک عامل در ایالات متحده رقابت است.»